# 富田克将
Tommy（1996年3月30日 - ）は、台湾で活動を開始した日本出身のYouTuberで、YouTubeの個人チャンネル「TommyTommy Japan」を運営しており、「三原JAPAN」の中心メンバーでもあった。別名大高人Tommy、 本名は富田 克將（とみた かつまさ）。

## 早年
Tommyは元々関西大学で英語を専攻しており、18歳と19歳の時にフィリピンとアメリカでそれぞれ短期留学を経験した。20歳の時、偶然の縁で台湾に2週間交換留学をした際、台湾人の温かい歓迎を深く感じ、将来の移住を心に決めました。
その後、台北の文化大学華語センターで1年間中国語を学び、在学中は師大夜市の近くに住んでいた。

## YouTube キャリア
Tommyは日本のYouTuber三原慧悟が台湾で立ち上げたYouTubeチャンネル「三原JAPAN」のメンバーで、初めて登場したのは2017年のコンビニで2000元企画の回であった。その後、徐々にチャンネルの主要な出演者の一人となりました。2020年1月31日には「三原JAPAN」を引退し、個人チャンネル「TommyTommy Japan」を立ち上げた。
また、HOOK、酷、劉沛など他のYouTuberのチャンネルにも頻繁にゲスト出演し、その後、四人で不定期に撮影するグループ「互酷沛米」を結成した。

## TommyとYuma(Ryuuu TV)の不倫事件
Tommyは2023年末に、友人であるRyuの妻Yumaと不倫関係を持ち、RyuとYumaは最終的に離婚した。
事件が明るみに出ると、瞬く間にソーシャルメディアと公衆の間で大きな議論を呼んだ。2024年11月11日、TommyはYumaとの不倫関係が2024年3月に終わったことを明かし、謝罪声明を発表したが、観客はTommyの声明が核心を避けており、責任を十分に取っていないと批判した。
事件後、動画の更新を半年間停止したが、2025年5月29日に活動を再開し、新たな動画を投稿し始めた。